# شوبره-له-تور
شوبره-له-تور (فرانسوی: Chambray-lès-Tours‎؛ تلفظ فرانسوی: [ʃɑ̃bʁɛ lɛ tuʁ] ()) یک کمون در ناحیه سانتر-وال دو لوآر، فرانسه است که در سال ۲۰۱۹ میلادی ۱۱٬۸۸۰ نفر جمعیت داشته.